# Barrage de Koudiat Acerdoune
Le barrage de Koudiat Acerdoune est un barrage de type poids, sur l'oued Isser au niveau de la commune de Maala, dans la wilaya de Bouira en Algérie. Il est construit entre 2002 et 2008, d'une hauteur de 121 m, il est le deuxième plus grand barrage en Algérie, après celui de Beni Haroun, avec une capacité de 640 millions m3.

## Histoire
Le barrage de Koudiat Acerdoune est construit par l'entreprise française Razel-Bec entre 2002 et 2008. 
Le barrage est mis en eau début 2009. Le 6 mai 2009, le barrage est inauguré par le ministre des Ressources en eau, Abdelmalek Sellal.

## Description
Le barrage de Koudiat Acerdoune est de type poids arqué en béton compacté au rouleau (BCR), il mesure 121 mètres de haut, 425 mètres de longueur de crête et retient un volume de 640 millions m3 d'eau.